# Iványi Árpád
Iványi Árpád (Nyíregyháza, 1978. április 2.), rendező, látványtervező, díszlet-jelmeztervező, grafikus, a Budapest Playhouse egyik alapítója és művészeti vezetője.
2002-ben szerzett diplomát a Magyar Képzőművészeti Egyetem látványtervező szakán. Azóta dolgozik
hazai és külföldi produkciókban a színház, film, televízió, és a belsőépítészet különböző területein mint
rendező, látványtervező és díszlet-jelmeztervező, grafikus.
Eredetileg látványtervezőként ismerte meg a szakma, aki a magyar színházak mellett nemzetközi filmek
vizuális koncepcióiért is felelt, melyek közül kiemelkedik a hazánkban forgatott Ridley Scott produkciója, a The Company c. sorozat, melynek művészeti teamje számos neves díjat söpört be a látványért. 
Színházi- és filmes projektjei mellett a Recirquel újcirkusz-társulat világszínvonalú produkcióiban láthattuk munkáit, többek közt a Fina világbajnokság 2017-es zárógálájának grandiózus showjában, mely a Csodaszarvas legendáját mesélte el.
Színházi rendezőként a Karinthy Színház Tortúra és a Fat Pig című, nagy sikerrel futó előadásaival
robbant be a hazai színházi világba, melyeknek nem csak rendezéséért, hanem látványáért is felelt.
2019 óta a Budapest Playhouse művészeti vezetője Réti Barnabással.
A 2021-es és 2022-es Állami Augusztus 20-i Tűzijáték koncepciója és művészeti rendezése is az ő
nevéhez fűződik, melyet a Budapest Playhouse égisze
alatt készített Réti Barnabással karöltve.

## Élete
Már egész fiatalon színházzal foglalkozott: kamasz évei elején saját bábszínházat készített, majd később színtársulatot alapított a Magyar Metodista Egyház szegedi, később a dombóvári fiataljaival. Középiskolai évei alatt két évig a nyíregyházi Művészeti Szakközépiskola fotó/grafika, majd három évig a szegedi Tömörkény István Művészeti Szakközépiskola grafika/látványtervező szakos hallgatója volt. Tanárai: Szosznyák Vince-grafikus, Boross György-fotóművész, Pölös Endre-grafikus. Főiskolai tanulmányait a Magyar Képzőművészeti Egyetem látványtervező szakán végezte 1997 és 2022 között,
ahol többek között olyan tanárai voltak, mint Székely László díszlettervező, Jánoskúti Márta jelmeztervező, Dúró Győző dramaturg.
2012-től egy évig Londonban élt. Számos szakmai kapcsolatot ápol azóta is az ott megismert
szakemberekkel, többek között Paul Kieve trükktervező és illuzionista művésszel, akit a közönség leginkább a Harry Potter filmekben készített trükjei alapján ismerhet.
2013 és 2019 között a Noir Színház alapítója és művészeti vezetője volt. Ezekben az években olyansikeres meseelőadások létrehozása fűződik a nevéhez, mint a saját maga által írt, rendezett éslátványtervezett Hókirálynő, Hamupipőke, Aladdin, Csipkerózsika, melyeket a Duna Palotában mutattak
be és játszottak, és az ország számos kulturális intézményében is turnéztattak.
2019-ben kivált a Noir Színházból, és Réti Barnabással közösen megalapították a Budapest Playhouse független művészeti műhelyt, melyben azóta is működnek. A műhely égisze alatti első produkciójuk az Egy különleges nap, Dobó Kata, majd a FAT PIG c. előadás Balázs Andrea főszereplésével. A 2021-es és
2022-es Állami Augusztus 20-i Tűz és Fények játéka tűzijáték művészeti koncepciói és művészeti rendezései is a Budapest Playhouse nevéhez fűződik.

## Művészi hitvallása
„Mindig az ámulatba ejtés érdekel. A varázslat, a szépség, a művészet erejével a közönség lelkét
felemelhetjük, magasabb dimenziókat nyithatunk meg, ami óriási közös élmény és áldás az alkotónak, és a
nézőnek egyaránt. A közönség szívére, lelkére szeretnék hatni, és célom, hogy az általam rendezett
produkció összművészeti komplex élménnyel ajándékozza meg a jelenlévőket...” 

## Rendezései
- ÚJ TŰZ ÉS FÉNYEK JÁTÉKA - TŰZIJÁTÉK AUG.20. - Állami Szent István Ünnepség (2022) művészeti rendező, koncepció
- TŰZ ÉS FÉNYEK JÁTÉKA - TŰZIJÁTÉK AUG.20. - Állami Szent István Ünnepség (2021) művészeti rendező, koncepció
- FAT PIG (2022) rendező, látványtervező, grafikus, producer, Bp. Karinthy Színház
- EGY KÜLÖNLEGES NAP (2018) rendező, díszlet-jelmeztervező, grafikus, producer, Bp. Hatszín Teátrum
- CSIPKERÓZSIKA (2018) rendező, író, szövegkönyv, díszlet-jelmeztervező, grafikus, Bp. Duna Palota
- TORTÚRA (2017) rendező, szövegkönyv, díszlet-jelmeztervező, Bp. Karinthy Színház
- ALADDIN (2016) rendező, író, szövegkönyv, díszlet-jelmeztervező, grafikus, Bp. Duna Palota
- HAMUPIPŐKE (2015) rendező, író, szövegkönyv, díszlet-jelmeztervező, grafikus, Bp. Duna Palota
- HÓKIRÁLYNŐ (2014) rendező, író, szövegkönyv, díszlettervező, grafikus, Bp. Gózon Gyula Kamaraszínház
- AGNES, ISTEN BÁRÁNYA (2013) rendező, szövegkönyv, látványtervező, grafikus, Bp. Spinoza Színház
- CALIGULA (2011) rendező, szövegkönyv, díszlettervező, grafikus, Bp. RS9 Színház
- AZ ÉLET KÜSZÖBÉN (2011) rendező, szövegkönyv, díszlet-jelmeztervező, grafikus, Bp. RS9 Színház
- MÁGIKUS VARÁZSBOT (2011) rendező, díszlet-jelmeztervező, grafikus, Bp. Kultea
- JÓ ÉJT, ANYA! (2010) rendező, szövegkönyv, díszlet-jelmeztervező, grafikus, Bp. Kultea
- TORTÚRA (2010) rendező, szövegkönyv, díszlet-jelmeztervező, grafikus, Bp. Bakelit Stúdió, Karinthy Színház
- TORTÚRA (2009) rendező, szövegkönyv, díszlet-jelmeztervező, színész, grafikus, producer, Bp. Bakelit Stúdió
- ÚRVACSORA (2000) rendező, szövegkönyv, díszlet-jelmeztervező, színész, Dombóvári Művelődési Központ

## Színházi tervezései
- RECIRQUEL - IMA (2022) látványtervező (bejárat, fogadótér és ruhatár) Bp. Müpa, rendező: Vági Bence
- PÁRATLAN PÁROS II. (2022) díszlet-jelmeztervező, Eger, Gárdonyi Géza Színház, rendező: Kiss József
- FIZIKUSOK (2021) jelmeztervező, Eger, Gárdonyi Géza Színház, rendező: Kiss József
- PÁRATLAN PÁROS I. (2020) díszlet-jelmeztervező, Eger, Gárdonyi Géza Színház, rendező: Kiss József
- TIZENKÉT DÜHÖS EMBER (2019) jelmeztervező, Szolnoki Szigligeti Színház, rendező: Kiss József, díszlet: Verebes György
- MAGYAR HŐSÖK, CSATÁK ÉS SZERELMEK (2019) látványtervező, Bp. Nemzeti Táncszínház, rendező és koreográfia: Zsuráfszky Zoltán, Imrik Zsuzsa
- RECIRQUEL - PÁRIZS ÉJJEL (2016) díszlettervező, Bp. Müpa, rendező: Vági Bence
- RECIRQUEL - NON SOLUS (2015) díszlettervező, Bp. Müpa, rendező: Vági Bence
- CABARET (2015) díszlet-jelmeztervező, Bp. Átrium Film-Színház, rendező: Jantyik Csaba
- ELVARÁZSOLT KASTÉLY (2014) díszlet-jelmeztervező, Tatabánya-Jászai Mari Színház, koreográfus: Fodor Zoltán
- VUK (2013) díszlet-jelmeztervező, Bp. Nemzeti Táncszínház, koreográfus: Fodor Zoltán
- A NÉMA LEVENTE (2012) díszlettervező, Szolnoki Szigligeti Színház, rendező: Kiss József, jelmez: Juhász Katalin
- LILIOM (2011) díszlettervező, Szolnoki Szigligeti Színház, rendező: Kiss József, jelmez: Szakács Györgyi
- VACKOR KALANDJAI (2011) díszlet-jelmeztervező, Bp. Nemzeti Táncszínház, koreográfus: Fodor Zoltán, Balkányi Kitti
- CABIRIA ÉJSZAKÁI (2010) díszlettervező, Bp. Karinthy Színház, rendező: Mészáros Márta, jelmez: Jancsó Katalin
- PRIMA DONNA, A BALATON CSILLAGA (2010) díszlettervező, Bp. Karinthy Színház, rendező: Czeizel Gábor, jelmez: Veréb Dia
- RONCSDERBY (2010) díszlettervező, Szolnoki Szigligeti Színház, rendező: Kautzky Armand, jelmez: Maronka Csilla
- JERUZSÁLEM PUSZTULÁSA (2010) díszlettervező, Bp. Kamaraszínház-Shure Stúdió, rendező: Almási-Tóth András, jelmez: Földi Andrea
- SÍRPIKNIK (2009) díszlettervező, Bp. Thália Színház, rendező: Ilan Eldad, jelmez: Jánoskúti Márta
- TALÁLKOZÁS (2009) díszlettervező, Bp. Tivoli Színház, rendező: Ilan Eldad, jelmez: Jánoskúti Márta
- A KELLÉKES (2008) díszlet-jelmeztervező, Bp. Pesti Színház, rendező: Ilan Eldad, producer: Orlai Tibor
- BERNARDA ALBA HÁZA (2008) díszlettervező, Bp. Nemzeti Táncszínház, jelmez: Földi Andrea, koreográfus: Barta Dóra
- DIDO (2008) díszlet-jelmeztervező, Bp. Nemzeti Táncszínház, koreográfus: Fodor Zoltán
- ÁRPÁDHÁZ (2007) díszlettervező, Bp. Kamaraszínház-Shure Stúdió , rendező: Almási-Tóth András, jelmez: Földi Andrea
- IVANOV (2007) díszlettervező, Pécsi Nemzeti Színház, rendező: Funk Iván, jelmez: Pilinyi Márta
- FEKETE-PIROS (2006) díszlettervező, Bp. Művészetek Palotája, rendező és koreográfia: Zsuráfszky Zoltán, Imrik Zsuzsa, társ tervező: Gondán Gertrúd
- CSERESZNYÉSKERT (2006) díszlet-jelmeztervező, Bp. Ódry Színpad, rendező: Funk Iván
- KÁVÉCSARNOK (2005) díszlet-jelmeztervező, Bp. Ódry Színpad, rendező: Funk Iván
- MOULIN ROUGE REVUE (2004) látványtervező, Bp. Moulin Rouge, koreográfus: Tóth Mercédesz
- TUDÓS NŐK (2000) díszlet-jelmeztervező, Bp. Egyetemi Színpad, rendező: Lengyel Máté
- SZÁMKIVETETTEK (2000) díszlettervező, Bp. Ódry Színpad, rendező: Hegedűs D.Géza, társtervező: Erdélyi Bence

## Filmes munkái
- AZ ÁLOM - TŰZIJÁTÉK AUG.20. - Állami Szent István Ünnepségek (2022) kisfilm rendező, koncepció, látványtervező
- BUDAPEST ADVENT IMAGE FILM (2018) látványtervező, díszlet-jelmeztervező, rendezte: Halász Glória
- GOING POSTAL - Tv filmsorozat (2009) grafikus, producer: Rod Brown, rendezte: Jon Jones, látványtervező: Ricky Eyres
- MOM - Musical/Operett Magazin, MTV (2007) látványtervező, rendező: Fekete Katalin, szerkesztő: Vági Bence
- GOOD - Mozi film (2007) díszlettervező, illusztrátor, producer: Sarah Boote, rendező: Vicente Amorim, látványtervező: Andrew Laws
- THE COMPANY - Tv filmsorozat (2006) díszlettervező, illusztrátor, producer: Ridley Scott, rendező: Mikael Salomon, látványtervező: Marek Dobrowoiski
- FEHÉR TENYÉR - Mozi Film (2006) látványtervező asszisztens, rendező: Hajdu Szabolcs, látványtervező: Esztán Mónika
- KLIPPEREK - Tv filmsorozat (2005) illusztrátor, látványtervező: Horgas Péter
- A CHRISTMAS CAROL - Hallmark TV Musical (2004) műszaki rajzoló, producer: Howard Ellis, rendező: Arthur Allan Seidelman, látványtervező: Keith Wilson
- DINOTOPIA - Hallmark TV filmsorozat (2003) műszaki rajzoló, producer: Howard Ellis, látványtervező: Keith Wilson

## Rendezvények
- FINA - Vizes VB Záróceremónia (2017) látványtervező, Bp. Papp László Sportaréna, rendező: Vági Bence
- PESTI HUMOR - Kiállítás (2016) látványtervező, Bp. Gozsdu Udvar, rendező: Kalmár Péter
- GUTENBERG - Könyves Fesztivál (2011) látványtervező, Bp. Wesley János Főiskola
- TELEKOM - Céges rendezvény (2009) stylist, Bp. Syma Csarnok, koreográfus: Fodor Zoltán
- ADAGIO - Koncert turné (2008) látványtervező, stylist, Bp. Syma Csarnok, producer: Zahovai Zoltán, rendező-koreográfus: Vági Bence
- J. WILLIAMS KONCERT (2007) látványtervező, Budai Vár, producer: Fekete Katalin, Zakár Peter, rendező: Vági Bence
- 1956 - Állami Ünnepség (2006) látványtervező, Bp. Andrássy út, producer: Fekete Katalin, Zakár Péter
- MÁRCIUS 15. - Állami Ünnepség (2006) látványtervező, Bp.Nemzeti Múzeum, producer: Fekete Katalin, Zakár Péter
- SZILVESZTER 2005 - Koncert (2005) látványtervező, Bp. Kossuth tér, producer: Fekete Katalin, Zakár Péter, rendező-koreográfus: Vági Bence
- 1956 - Állami Ünnepség (2005) látványtervező, Bp. Lánchíd, producer: Fekete Katalin, Zakár Péter
- MÁRCIUS 15. - Állami Ünnepség (2005) látványtervező, Bp. Művészetek Palotája, producer: Fekete Katalin, Zakár Péter